# Preity Zinta
Preity Zinta (hindi : प्रीति ज़िंटा, prononcé /Priti Zineta/), née le 31 janvier 1975 à Shimla, Himachal Pradesh, dans le nord de l'Inde, est une actrice indienne.
Elle est apparue dans des films hindis de Bollywood, ainsi que dans des productions en télougou, panjabi et anglais. Après être ressortie diplômée en psychologie criminelle de l'université de Delhi, elle débute au cinéma face à Shahrukh Khan et Manisha Koirala dans la romance dramatique Dil Se en 1998, recevant pour l'occasion le Filmfare Award du meilleur espoir féminin. Elle est également reconnue deux ans plus tard pour son rôle de jeune mère célibataire dans Kya Kehna. Elle remporte finalement le Filmfare Award de la meilleure actrice en 2004 pour son interprétation dans le drame Kal Ho Naa Ho de Nikhil Advani. Ses autres films à succès appartiennent à des genres aussi différents que le film fantastique Koi... Mil Gaya (qui reste son plus gros succès commercial), le drame romantique Veer-Zaara de Yash Chopra ou encore Salaam Namaste et Kabhi Alvida Naa Kehna. Sa variété de personnages, palette de jeunes femmes de caractère en total opposition avec les stéréotypes de l'héroïne traditionnelle, font de Preity Zinta une des plus grandes actrices de Bollywood.

## Enfance et éducation
Preity Zinta est née au sein d'une famille hindoue rajpoute venant de Rohru (en), dans le district de Shimla, Himachal Pradesh. Son père, Durganand Zinta, officier de l'armée indienne, décède dans un accident de voiture alors qu'elle a treize ans. L'accident a également blessé sa mère, Nilprabha, qui est restée alitée pendant deux ans. Ce tragique événement marque un point déterminant dans la vie de l'actrice, selon ses dires, puisqu'elle a dû murir rapidement. Elle a deux frères, Deepankar et Manish, plus âgé et plus jeune d'un an chacun. Deepankar est officier dans l'armée indienne tandis que Manish vit en Californie.
Preity Zinta s'est toujours considérée comme un garçon manqué pendant son enfance, marquée par le côté militaire de son père, très à cheval sur la discipline et la ponctualité. Elle étudie au pensionnat Convent of Jesus and Mary à Shimla. Bien qu'elle se dise être très solitaire au pensionnat, elle développe un goût pour la littérature, en particulier pour les œuvres de Shakespeare et la poésie. Preity adore faire ses devoirs et a de bons résultats scolaires, passant son temps-libre à jouer au basketball.
Après être ressortie diplômée de l'institution à dix-huit ans, Preity intègre le St Bede's College de Shimla, où elle obtient un Bachelor Degree (licence) en études anglaises. Elle commence alors un master en psychologie, puis commence un PhD (doctorat) en psychologie criminelle à l'université de Bombay mais elle décide d'arrêter ses études pour se lancer dans le mannequinat. Elle tourne son premier spot publicitaire pour la marque de chocolat Perk. Elle apparaît également dans des catalogues et des publicités.

## Carrière

### Débuts (1997-1999)
En 1997, tandis qu'elle accompagne un ami à une audition, elle rencontre le grand réalisateur Shekhar Kapur (réalisateur d'Elizabeth avec Cate Blanchett) qui l'encourage à devenir actrice. Elle aurait dû faire ses premiers pas au cinéma dans Tara Rum Pum face à un Hrithik Roshan encore inconnu, mais le film est annulé. Shekhar Kapur recommande alors Preity Zinta à un autre réalisateur chevronné, Mani Ratnam, qui lui offre le rôle de Preeti Nair, la fiancée joviale de Shahrukh Khan dans le drame Dil Se (1998). Le film n'est pas un gros succès public, mais un bon succès critique, surtout en Europe. Elle reçoit pour ce film le Filmfare Award du meilleur espoir féminin ainsi qu'une proposition à celui du Meilleur second rôle féminin. La même année, elle obtient un vif succès dans le hit populaire Soldier, face à Bobby Deol et pour lequel elle obtient le prix du meilleur espoir féminin aux Zee Cine Awards, Bollywood Movie Awards et Screen Weekly Awards. Elle enchaine avec deux films en télougou, puis tourne dans la version indienne du Silence des agneaux dans le thriller Sangharsh (1999) dans lequel elle reprend le rôle de Jodie Foster tandis que le rôle d'Anthony Hopkins est incarné par Akshay Kumar. Si le film n'est pas un succès auprès du public, la prestation de Preity Zinta est appréciée par les critiques.

### Consécration (2000-2002)
En 2000 sort Kya Kehna, réalisé par Kundan Shah. Dans ce drame familial, Preity Zinta campe le rôle de Priya Bakshi, une jeune étudiante qui tombe enceinte en cédant aux avances du garçon dont elle est amoureuse (Saif Ali Khan) et qui se retrouve en marge de la société dans laquelle elle vit. Le film est un très bon succès auprès du public et des critiques et Preity Zinta devient une valeur sûre de Bollywood, recevant une proposition de récompense dans la catégorie « Meilleure actrice » dans toutes les grandes cérémonies de l'année. Preity Zinta appartient désormais à une nouvelle génération d'actrices qui s'affranchissent des personnages féminins stéréotypés.
La même année, elle apparait dans la mégaproduction Mission Kashmir, face à Sanjay Dutt et Hrithik Roshan. L'histoire se déroule dans la vallée du Cachemire pendant les conflits indo-pakistanais et Preity Zinta y joue le rôle de Sufiya Parvez, reporter et amour d'un jeune homme qui se lance dans le terrorisme. En 2001, elle reçoit des critiques positives pour son rôle dans le hit indien Dil Chahta Hai, face à Aamir Khan, Saif Ali Khan et Akshaye Khanna, et surtout, pour son interprétation d'un prostituée au grand cœur qui accepte d'être mère porteuse pour le couple Rani Mukherji/Salman Khan dans le drame romantique Chori Chori Chupke Chupke des frères Abbas-Mastan, recevant une nouvelle proposition pour les Filmfare Awards, catégorie Meilleur second rôle féminin.
En 2002, elle retrouve la direction de Kundan Shah dans la saga familiale Dil Hai Tumhaara, face à Rekha, Arjun Rampal et Mahima Chaudhry. Le film n'est pas un gros succès au box-office mais offre une belle prestation de la part de l'actrice, qui incarne avec brio une jeune femme fruit d'un adultère qui fait tout pour se faire accepter par sa mère adoptive. Avec ces films, Preity Zinta s'établit comme l'une des actrices les plus polyvalentes et les plus atypiques, devenant un nouveau visage pour « l'héroïne bollywoodienne. »

### Succès (2003–2007)
L'année 2003 est l'année qui a fait entrer la comédienne parmi les grandes déesses de Bollywood, la belle incarnant le premier rôle féminin dans les trois plus gros succès de l'année : The Hero: Love Story of a Spy, Koi... Mil Gaya et Kal Ho Naa Ho. Dans le premier, elle campe une villageoise éprise d'un officier de l'armée, joué par Sunny Deol. Le film, qui utilise des cascades dignes des films américains, est le plus cher réalisé jusque-là ; mais malgré son classement au numéro 3 du box-office, il ne rentabilise pas le budget investi. Elle tourne ensuite dans le premier film d'Honey Irani, Armaan, face à Amitabh Bachchan et Anil Kapoor. Le drame, situé dans un hôpital, décrit le travail de son personnel et du Dr Akash (Kapoor), qui lutte pour sauver l'hôpital de la faillite. Preity Zinta joue le rôle de son épouse schizophrène, Sonia. Le film est un succès auprès des critiques et la prestation de la comédienne lui vaut de nombreuses félicitations et une proposition au Filmfare Award du meilleur personnage négatif.
Dans Koi... Mil Gaya de Rakesh Roshan, une version indienne de Rencontres du troisième type et E.T., elle tourne face à Rekha et Hrithik Roshan. C'est un des premiers films de science-fiction de l'histoire du cinéma indien et le plus gros succès de l'année, tant sur le plan financier que critique, ce qui lui permet de remporter le Filmfare Award du meilleur film. La dernière sortie de l'année 2003 est une consécration pour Preity Zinta avec le drame romantique Kal Ho Naa Ho. Sorti en France sous le titre New York Masala, il est réalisé par Nikhil Advani et écrit par Karan Johar à qui l'on doit des classiques comme Kuch Kuch Hota Hai et La Famille indienne. Partageant l'affiche avec Shahrukh Khan, Saif Ali Khan et Jaya Bachchan, Preity Zinta incarne avec brio le rôle de Naina Kapoor, jeune étudiante indienne susceptible et mal dans sa peau. Vivant à New York avec sa famille dont la situation financière est précaire, elle s'éprend d'un homme, Shahrukh Khan, dont les jours sont comptés. S'insérant dans la lignée des films montrant la vie des Indiens de la diaspora, c'est un gros succès populaire et critique. La plupart des médias considèrent que la comédienne porte largement le film sur ses épaules, et cette belle prestation lui vaut le Filmfare Award de la meilleure actrice ainsi que plusieurs autres prix dans cette catégorie la même année.

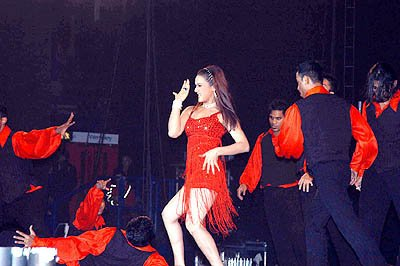
Preity Zinta lors de la tournée Temptation en 2004

En 2004, elle redevient un reporter face à Hrithik Roshan dans le film de guerre Lakshya de Farhan Akhtar qui est apprécié par les critiques. Mais il faut attendre la réussite de Yash Chopra, Veer-Zaara, pour que la comédienne se hisse à un niveau de notoriété internationale. Dans cette fresque romantique qui reprend un à un les codes et traditions des classiques bollywoodiens, elle incarne avec talent la pétillante Zaara Hayaat Khan, Pakistanaise qui tombe amoureuse d'un officier indien de l'Armée de l'air, Veer Pratap Singh, joué avec authenticité par Shahrukh Khan. Preity Zinta y interprète un rôle traditionnel en totale opposition avec les personnages de femmes modernes et glamour précédents. Le film bénéficie d'une sortie internationale, dont une projection au Festival du film de Berlin, une avant-première au Grand Rex des Champs-Elisées (Paris). Veer-Zaara obtient le prix du meilleur film dans toutes les cérémonies indiennes et Preity Zinta est nommée à plusieurs reprises pour le prix de la Meilleure actrice, remportés cette année-là par Rani Mukherji pour Hum Tum. Le film permet à Preity Zinta d'entrer au sein des productions Yash Raj Films, la plus grosse société de production à Bollywood.
En 2005, elle retrouve Saif Ali Khan dans la romance Salaam Namaste, un film relatant les frasques d'un couple de concubins. Le film se passe entièrement en Australie et remporte un succès fracassant, devenant le numéro 1 au box-office en dehors de l'Inde, avec un revenu de 430 millions de roupies à l'étranger seulement. Preity Zinta y incarne le rôle d'Ambar Malhotra, une jeune animatrice de radio au caractère bien trempé qui a quitté l'Inde pour pouvoir vivre sa vie. Son interprétation, tantôt comique, tantôt émouvante, lui vaut de nouveau des propositions pour le prix de la meilleure actrice. En 2006, elle partage l'affiche avec Shahrukh Khan, Rani Mukherji, Abhishek Bachchan, Kirron Kher et Amitabh Bachchan dans le chassé-croisé Kabhi Alvida Naa Kehna de Karan Johar qui revient en tant que réalisateur cinq ans après La Famille indienne. C'est un des plus gros succès public et critique de l'année, particulièrement à l'étranger, malgré son thème assez peu conventionnel, l'adultère. L'histoire relate le destin de deux couples mariés malheureux, Shahrukh Khan/Preity Zinta et Rani Mukherji/Abhishek Bachchan, le mari de l'un ayant une relation extra conjugale avec la femme de l'autre. Preity Zinta incarne le rôle de Rhea Saran, ambitieuse rédactrice d'un magazine de mode new-yorkais, dont le mariage bat de l'aile et qui doit faire face à l'infidélité de son époux. Cette prestation lui vaut d'être nommée au Filmfare Award du meilleur second rôle féminin.
Après ces rôles riches en émotions, elle décide de choisir des projets plus légers : elle tourne dans la comédie romantique Jaan-E-Mann, dont l'histoire se situe aux États-Unis et dans lequel elle est convoitée par Salman Khan et Akshay Kumar. Le film est un petit succès critique même s'il ne fait pas un gros score en matière de chiffre d'affaires. Le film suivant, Jhoom Barabar Jhoom, dans lequel elle partage l'affiche avec Abhishek Bachchan, Bobby Deol et Lara Dutta, est un échec cuisant au box-office et son rôle est jugé superficiel et sans profondeur.

### Nouvelles perspectives de carrière
En 2007, après ces deux échecs commerciaux, Preity Zinta commence à travailler dans des films d'auteurs, connus en Inde sous le nom de "cinéma parallèle". Dans son premier film en langue anglaise, The Last Lear de Rituparno Ghosh, elle interprète une actrice de théâtre luttant contre Amitabh Bachchan. Le film est projeté en avant-première au Festival international du film de Toronto et y est bien reçu. De même, les critiques remarquent son interprétation d'une femme combative et mature en opposition avec son image de jolie fille.
L'année suivante, Preity Zinta joue dans Heroes de Samir Karnik, un road movie mettant en scène deux étudiants en cinéma qui, dans le cadre de leur cursus, parcourent 1 500 kilomètres dans le Nord de l'Inde pour remettre trois lettres non expédiées aux familles de militaires morts lors de la guerre de Kargil en 1999. L'histoire relate, en trois parties, le voyage des étudiants et l'influence que produisent sur eux les rencontres avec les familles des soldats. Dans la première partie, Preity Zinta incarne la veuve de Salman Khan qui devient l'unique soutien de sa famille et élève seule son fils. Pour préparer ce rôle, l'actrice fréquente le cours d'art dramatique d'Anupam Kher afin d'y apprendre la langue et les manières d'une femme punjabie. Le film et son interprétation sont encensés par les critiques qui saluent sa capacité à restituer la gravité et la dignité d'une femme ordinaire, signe de la maîtrise de la comédienne.
En avril 2008, Preity Zinta termine le tournage de Har Pall de Jahnu Barua et de Heaven on Earth de la réalisatrice Deepa Mehta, drame en langue punjabie inspiré d'une histoire vraie où elle incarne une jeune Indienne confrontée à un mari violent et à une difficile insertion dans la société canadienne. La qualité de son jeu lui permet de recevoir le prix Silver Hugo de la meilleure actrice au Festival international du film de Chicago en 2008.
En 2012, après plusieurs années de faible activité, Preity Zinta créé sa propre société de production, PZNZ Media, qui finance Ishkq in Paris, film tourné à Paris et Lyon et dans lequel elle tient également le premier rôle. Plusieurs fois reportée, la sortie a lieu en mai 2013 mais la médiocrité du scénario et la faiblesse de la réalisation amènent la plupart des critiques à éreinter cette comédie romantique.

## Filmographie
| Année  | Film                          | Role                    | Réalisateur               | Partenaire(s)                                                                | Autres notes                                                            |
| ------ | ----------------------------- | ----------------------- | ------------------------- | ---------------------------------------------------------------------------- | ----------------------------------------------------------------------- |
| 1998   | Dil Se                        | Preeti Nair             | Mani Ratnam               | Shahrukh Khan, Manisha Koirala                                               |                                                                         |
| 1998   | Soldier                       | Preeti Singh            | Abbas-Mustan              | Bobby Deol                                                                   |                                                                         |
| 1998   | Premante Idera                | Shailu                  | Jayanth C. Paranjee       | Venkatesh, Sivaji                                                            | Film Télougou Version Hindi : Dulhan Dilwale Ki                         |
| 1999   | Raja Kumarudu                 | Rani                    | K. Raghavendra Rao        | Mahesh Babu                                                                  | Film Télougou Version Hindi : Prince No. 1                              |
| 1999   | Sangharsh                     | CBI Officer Reet Oberoi | Tanuja Chandra            | Akshay Kumar, Ashutosh Rana                                                  |                                                                         |
| 1999   | Dillagi                       | Rani                    | Sunny Deol                | Sunny Deol, Bobby Deol, Urmila Matondkar                                     | Participation exceptionnelle                                            |
| 2000   | Kya Kehna                     | Priya Bakshi            | Kundan Shah               | Saif Ali Khan, Chandrachur Singh                                             |                                                                         |
| 2000   | Har Dil Jo Pyar Karega        | Jahnvi                  | Raj Kanwar                | Salman Khan, Rani Mukherjee                                                  |                                                                         |
| 2000   | Mission Kashmir               | Sufiya Parvez           | Vidhu Vinod Chopra        | Hrithik Roshan, Sanjay Dutt                                                  |                                                                         |
| 2001   | Farz                          | Kajal Singh             | Raj Kanwar                | Sunny Deol                                                                   |                                                                         |
| 2001   | Chori Chori Chupke Chupke     | Madhubala (Madhu)       | Abbas-Mustan              | Salman Khan, Rani Mukherjee                                                  |                                                                         |
| 2001   | Dil Chahta Hai                | Shalini                 | Farhan Akhtar             | Aamir Khan, Saif Ali Khan, Akshaye Khanna, Dimple Kapadia                    |                                                                         |
| 2001   | Yeh Raaste Hain Pyaar Ke      | Sakshi                  | Deepak Shivdasani         | Ajay Devgan, Madhuri Dixit                                                   |                                                                         |
| 2002   | Dil Hai Tumhaara              | Shalu                   | Kundan Shah               | Rekha, Arjun Rampal, Mahima Chaudhry, Jimmy Shergill                         |                                                                         |
| 2003   | The Hero: Love Story of a Spy | Reshma/Ruksar           | Anil Sharma               | Sunny Deol, Priyanka Chopra                                                  |                                                                         |
| 2003   | Armaan                        | Sonia Kapoor            | Honey Irani               | Amitabh Bachchan, Anil Kapoor, Gracy Singh                                   |                                                                         |
| 2003   | Koi... Mil Gaya               | Nisha                   | Rakesh Roshan             | Hrithik Roshan, Rekha                                                        |                                                                         |
| 2003   | Kal Ho Naa Ho                 | Naina Catherine Kapur   | Nikhil Advani             | Shahrukh Khan, Saif Ali Khan, Jaya Bachchan                                  |                                                                         |
| 2004   | Lakshya                       | Romila Dutta            | Farhan Akhtar             | Hrithik Roshan                                                               |                                                                         |
| 2004   | Dil Ne Jise Apna Kahaa        | Dr. Parineeta (Pari)    | Atul Agnihotri            | Salman Khan, Bhoomika Chawla                                                 |                                                                         |
| 2004   | Veer-Zaara                    | Zaara Haayat Khan       | Yash Chopra               | Shahrukh Khan                                                                |                                                                         |
| 2005   | Khullam Khulla Pyaar Karen    | Priti Damani            | Harmesh Malhotra          | Govinda                                                                      |                                                                         |
| 2005   | Salaam Namaste                | Ambar 'Amby' Malhotra   | Siddharth Anand           | Saif Ali Khan                                                                |                                                                         |
| 2006   | Alag                          |                         | Ashu Trikha               |                                                                              | Participation exceptionnelle dans la chanson Sabse Alag                 |
| 2006   | Krrish                        | Nisha                   | Rakesh Roshan             | Hrithik Roshan, Priyanka Chopra, Rekha                                       | Participation exceptionnelle                                            |
| 2006   | Kabhi Alvida Naa Kehna        | Rhea Saran              | Karan Johar               | Shahrukh Khan                                                                |                                                                         |
| 2006   | Jaan-E-Mann                   | Piya Goyal              | Shirish Kunder            | Salman Khan, Akshay Kumar                                                    |                                                                         |
| 2007   | Jhoom Barabar Jhoom           | Alvira Khan             | Shaad Ali                 | Abhishek Bachchan, Bobby Deol, Lara Dutta                                    |                                                                         |
| 2007   | The Last Lear                 | Shabnam                 | Rituparno Ghosh           | Amitabh Bachchan, Arjun Rampal, Divya Dutta                                  | Premier film en anglais                                                 |
| 2007   | Om Shanti Om                  |                         | Farah Khan                |                                                                              | Participation exceptionnelle dans la chanson Deewangi Deewangi          |
| 2008   | Heaven on Earth               | Chand                   | Deepa Mehta               | Vansh Bhardwaj                                                               |                                                                         |
| 2008   | Heroes                        | Kuljeet Kaur            | Samir Karnik              | Salman Khan, Sunny Deol, Mithun Chakraborty, Bobby Deol                      |                                                                         |
| 2008   | Rab Ne Bana Di Jodi           |                         | Aditya Chopra             |                                                                              | Participation exceptionnelle dans la chanson Phir Milenge Chalte Chalte |
| 2009   | Main Aurr Mrs Khanna          | Haseena Jagmagia        | Prem R. Soni              |                                                                              | Cameo                                                                   |
| 2010   | Har Pal                       | Runa                    | Jahnu Barua               | Shiney Ahuja, Dharmendra, Isha Koppikar                                      | Non sorti                                                               |
| 2013   | Ishkq in Paris                | Ishkq Elise             | Prem Raj                  | Rhehan Malliek, Isabelle Adjani                                              | Également productrice                                                   |
| 2014   | Happy Ending (en)             | Divya                   | Raj Nidimorun, Krishna DK | Govinda, Saif Ali Khan, Ranvir Shorey Govinda, Ileana D'Cruz, Kalki Koechlin |                                                                         |
| Projet | Bhaiyyaji Superhitt           |                         | Neerraj Pathak            | Sunny Deol, Mithun Chakraborty, Ameesha Patel, Arshad Warsi                  |                                                                         |

## Récompenses
- Filmfare Awards
  - 1999 : Meilleur espoir féminin pour Dil Se et Soldier
  - 2004 : Meilleure actrice pour Kal Ho Naa Ho

Propositions : 1999 : Meilleur 2nd rôle féminin pour Dil Se ; 2001 : Meilleure actrice pour Kya Kehna ; 2002 : Meilleur 2nd rôle féminin pour Chori Chori Chupke Chupke ; 2004 Meilleure actrice pour Koi... Mil Gaya et Meilleure prestation négative pour Armaan ; 2005 : Meilleure actrice pour Veer-Zaara ; 2006 : Meilleure actrice pour Salaam Namaste ; 2007 : Meilleur 2nd rôle féminin pour Kabhi Alvida Naa Kehna
- Smita Patil Memorial Award
  - 2008 : contribution au cinéma indien

- Screen Weekly Awards
  - 1999 : Meilleur espoir féminin pour Soldier
  - 2005 : Jodi No. 1 avec Shahrukh Khan pour Veer-Zaara

Propositions : 2001 : Meilleure actrice pour Kya Kehna ; 2002 : Jodi No. 1 avec Aamir Khan pour Dil Chahta Hai ; 2003 : Meilleure actrice pour Dil Hai Tumhaara ; 2004 : Meilleure actrice
pour Kal Ho Naa Ho, Jodi No. 1 avec Shahrukh Khan pour Kal Ho Naa Ho et Meilleure prestation négative pour Armaan ; 2005 : Meilleure actrice pour Veer-Zaara ; 2006 : Meilleure actrice pour Salaam Namaste et Jodi No. 1 avec Saif Ali Khan pour Salaam Namaste
- Festival international du film de Chicago
  - 2008 : Silver Hugo de la meilleure actrice pour Heaven on Earth

- Genie Awards

Proposition : 2008 : prix Génie de la meilleure actrice pour Heaven on Earth
- International Indian Film Academy Awards
  - 2004 : meilleure actrice pour Kal Ho Naa Ho
  - 2005 : Style Diva of the Year
  - 2006 : Glamorous Star Award

Propositions : 2001 : meilleure actrice pour Kya Kehna ; 2002 : Meilleure actrice pour Dil Chahta Hai ; 2005 : meilleure actrice
pour Veer-Zaara ; 2006 : meilleure actrice pour Salaam Namaste ; 2009 : Star of The Decade - Female
- Zee Cine Awards
  - 1999 : meilleur espoir féminin pour Soldier
  - 2003 : Queen of Hearts
  - 2004 : Zee Cine Award Superstar of the Year - Female pour Kal Ho Naa Ho

Propositions : 2004 : meilleure actrice pour Kal Ho Naa Ho ; 2005 : meilleure actrice pour Veer-Zaara ; 2006 : meilleure actrice pour Salaam Namaste ; 2007 : meilleur second rôle féminin pour Kabhi Alvida Naa Kehna